# Solva varia
Solva varia är en tvåvingeart som först beskrevs av Johann Wilhelm Meigen 1820.  Solva varia ingår i släktet Solva och familjen lövträdsflugor. Inga underarter finns listade i Catalogue of Life.